# Énoncé analytique
Pour les articles homonymes, voir Fonction analytique et Analytique.
En philosophie, une proposition analytique est un énoncé dont l'analyse de la signification suffit à déterminer la véracité. Une proposition analytique est donc vraie en vertu de sa seule signification, ou bien en vertu de sa définition. 
La question de savoir s'il existe des propositions analytiques et la manière de les définir sont importantes pour la philosophie du langage (en raison du problème de la signification) et la philosophie de la connaissance, car elles constitueraient le modèle d'une connaissance a priori (indépendante de l'expérience) et nécessaire (car sa négation serait impossible). 
Dans la Critique de la raison pure, Kant distingue au sein des connaissances humaines les jugements analytiques des synthétiques. Il affirme l'existence du jugement synthétique a priori. L'empirisme logique de Carnap admet la distinction entre jugement analytique et jugement synthétique, mais refuse catégoriquement l'existence des jugements synthétiques a priori, n'admettant que des jugements synthétiques empiriques, et donc vérifiables par l'expérience. Dans les Deux dogmes de l'empirisme, Quine ajoute une critique épistémologique et logique plus radicale de ce "dogme" en refusant qu'il soit possible de distinguer de manière nette les deux. 

## Histoire

### Rationalisme et empirisme
Si les termes et l'opposition « analytique - synthétique » furent clairement définis par Emmanuel Kant cette distinction logique et épistémologique a eu des précédents assez proches. 
Pour Gottfried Wilhelm Leibniz, toute proposition vraie serait « analytique » car le prédicat est toujours « inclus dans son sujet » (praedicatum inest subjecto). Mais il faut distinguer des vérités de raison qui peuvent faire l'objet d'une analyse avec un nombre fini d'étapes et les vérités de fait qui doivent être analysées en un nombre infini d'accidents. Les premières sont analytiques mais nécessaires a priori, les secondes sont analytiques mais contingentes logiquement (bien que nécessaires ex hypothesi en vertu du principe de raison suffisante), connaissables seulement a posteriori sauf pour un entendement infini. 
Pour David Hume, les propositions mathématiques sont toutes aussi analytiques et « frivoles » que les tautologies de la logique, qui sont connaissables a priori (ce qui fait que l'empirisme est aussi un logicisme). Toutes les autres vérités sont des « questions de fait » et n'ont comme origine que l'habitude des impressions et les associations naturelles de l'esprit humain. Ainsi le principe de causalité et le fait qu'un mobile pousse un autre mobile n'est pas un principe a priori mais une association empirique. 
Faute de la recouper pleinement, les distinctions vérité de raison/vérité de faits (Leibniz) et relation d'idée/relation de faits (Hume) préfigurent donc bien la division kantienne analytique/synthétique.

### Jugements analytiques chez Kant
La première définition d'Emmanuel Kant fait référence à l'inclusion de concepts, à ce que conçoit le sujet. « Les jugements analytiques (affirmatifs) sont ceux dans lesquels l'union du prédicat avec le sujet est conçue par identité » (Critique de la raison pure, A7/B10). 
Cette définition a le défaut de ne dépendre que de la forme Sujet-Prédicat de la logique traditionnelle. En ce cas, « A est A » est analytique mais Kant n'a pas d'analyse de propositions conditionnelles [réf. nécessaire] comme « Si A, alors A », sans parler de relations comme « Si A est supérieur à B, B est inférieur à A » ou « Si A > B et B > C, A > C ». 
Gottlob Frege accusera de plus dans son ouvrage Grundlagen der Arithmetik (1884) ce type de définition par l'inclusion de ne pas être logique mais psychologique (§3, §88). Le fait qu'un sujet associe un sujet et un prédicat n'est ni nécessaire ni suffisant pour qu'il y ait connexion. 
Kant avait également une autre définition issue de Leibniz, selon laquelle une proposition est analytique si et seulement si sa négation implique contradiction, ou est impossible. 
Pour Kant, les vérités mathématiques, quelles que soient les définitions, ne peuvent être purement analytiques. Elles reposent sur des intuitions pures (l'espace et le temps pour obtenir la géométrie et le nombre) et procèdent par « construction ». Elles sont donc synthétiques a priori (tout comme les principes fondamentaux de la physique comme la causalité).

### Propositions analytiques selon le logicisme
Dans la définition de Frege au contraire, que reprendra ensuite Rudolf Carnap, une proposition est analytique si et seulement si elle peut être prouvée en ne se servant que de principes logiques et de définitions. 
Selon le logicisme de Frege et Bertrand Russell, toutes les mathématiques (ou au moins l'arithmétique pour Frege) peuvent être réduites à des énoncés analytiques et donc à la logique. 
Ainsi
« Il n'existe pas d'homme non-marié qui soit marié. »
est analytique. 
Si par ailleurs, on a déjà la définition d'un terme comme « célibataire » comme « un homme non-marié », alors par substitution on pourra dire que 
« Il n'existe pas de célibataire marié. »
est aussi analytique, en vertu de la signification de « célibataire » et de l'analyticité de « un célibataire est un homme non-marié » (mais en ce cas, la définition présuppose à nouveau l'analyticité qu'on tente de réduire et de définir). 
Les théorèmes des mathématiques sont analytiques en ce sens qu'ils se dérivent logiquement d'axiomes dans un système formel, en supposant des axiomes et des règles d'inférence. Ce serait alors une connaissance a priori bien que dépendant du choix d'axiomes. 
Rudolf Carnap reprit la notion logiciste mais en admettant la pluralité des logiques possibles. Chez lui, la logique dépend donc d'une convention mais il conserve la séparation entre un cadre formel, analytique, et des contenus d'observations factuelles.

### Le monisme méthodologique
Willard Van Orman Quine critique dès « Truth by Convention » (1936) l'idée que la convention purement logique nous permettrait de sortir du cercle entre définition et analyticité. Pour lui, il est toujours possible logiquement de réduire par un nombre artificiellement complexe de définitions et abréviations n'importe quel fait et proposition synthétique à une proposition analytique sans qu'on puisse rien en déduire d'intéressant. 
Il n'est pas possible de réduire la logique à une suite finie de conventions parce qu'on présuppose toujours les lois logiques dans l'application de ces conventions à une infinité de vérités. 
Quine propose d'abandonner le clivage méthodologique kantien de l'analytique et du synthétique qu'a conservé l'empirisme logique de Carnap. Il refuse notamment l'idée d'une connaissance a priori qui serait complètement soustraite à toute révision de l'expérience. Il propose de remplacer ce dualisme par un monisme méthodologique et un holisme épistémologique. 
Même le caractère a priori de la logique ne fait que traduire le fait qu'elle est simplement plus diffuse à travers toutes nos théories mais elle n'est pas en soi moins fondée sur l'expérience ou plus pure que toute autre connaissance. 
Même les concepts vagues de « signification » et de « proposition » doivent être remplacés par des concepts extensionnels d'ensembles de stimulus et les accords des locuteurs. En ce sens, le concept d'analyticité chez Quine est soit vide soit psychologique : il désigne ce que le locuteur est disposé à admettre avec un autre terme.

## État présent de la question
Selon les naturalistes inspirés par Quine, la critique de la démarcation conduit à abandonner de nombreuses thèses philosophiques et le concept même de « signification » et peut-être même la méthode de l'analyse des concepts voire l'idée même d'une philosophie analytique au profit de l'observation des sciences. 
Certains philosophes restent attachés à l'idée qu'il existe des énoncés analytiques. 
Le logicien Saul Kripke a reproché (dans Naming and Necessity, 1980) à la tradition de Kant à Quine d'avoir assimilé a priori et nécessaire. 
Selon lui, une stipulation (comme « le mètre-étalon mesure un mètre ») est a priori mais contingente. Une loi de la nature (comme « l'eau est du H2O ») est a posteriori mais nécessaire. Il propose de restreindre l'usage d'analytique à ce qui serait à la fois a priori et nécessaire. 
Le linguiste Noam Chomsky considère qu'il existe des inférences analytiques de certains termes qui ne peuvent se réduire aux conditions données par Quine.
La question se pose si la réflexion analytique léguée par les grecs est inscrite dans la nature humaine ou s'il s'agit d'un produit culturel. Les occidentaux et les orientaux sont capables d'un mode de pensée analytique et holistique.[réf. à confirmer]

## Sources
- Carnap, R. (1947), Meaning and Necessity, Chicago: University of Chicago Press.
- Chomsky, N. (2000), New Horizons in the Study of Language.
- Coffa, J. (1991), The Semantic Tradition from Kant to Carnap: to the Vienna Station, Cambridge: Cambridge University Press.
- Dummett, M. (1991), Frege and Other Philosophers, Oxford: Oxford University Press.
- Dummett, M. (1978), Truth and Other Enigmas, London: Duckworth.
- Fodor, J. (1998), Concepts: Where Cognitive Science Went Wrong, Cambridge, MA: MIT Press.
- Frege, G. (1884), Les fondements de l'arithmétique, Le Seuil.
- Grice, P. and Strawson, P. (1956), “In Defense of a Dogma,” Philosophical Review LXV 2:141-58.
- Kripke, S. (1980), Naming and Necessity, Cambridge (MA): Harvard University Press.
- Lewis, D. (1969), Convention: a Philosophical Study, Cambridge: Harvard University Press.
- Millikan, R. (1984), Language, Thought and Other Biological Categories, Cambridge, MA: MIT Press.
- Proust, J. (1986), Questions de forme, Fayard.
- Putnam, H. (1965/75), “The Analytic and the Synthetic,” in Philosophical Papers, vol. 2, Cambridge: Cambridge University Press.
- Quine, W. (1936), “Truth by Convention,” in Ways of Paradox and Other Essays, 2nd ed., Cambridge, MA: Harvard University Press.
- Quine, W.(1953/80), From a Logical Point of View, Cambridge, MA: Harvard University Press.